# 史丹福瑞士酒店
史丹福瑞士酒店是新加坡的豪华酒店，在1986年开幕，是东南亚最高的酒店之一。酒店由贝聿铭设计。酒店有1261个房间和16间餐馆，高226米。位于新加坡中区。4楼是莱佛士会展中心，建筑面积6500平方米。酒店也拥有全亚洲最大的SPA。
地址是史丹福路2号，附近是政府大厦地铁站。

## 軼聞
有一些人或者是觀光客會把史丹福瑞士酒店與鄰近的濱海藝術中心以錯位照的方式拍攝起來形成不雅的圖像，鬧出不少笑話。